# Bulbophyllum loxophyllum
Bulbophyllum loxophyllum är en orkidéart som beskrevs av Rudolf Schlechter. Bulbophyllum loxophyllum ingår i släktet Bulbophyllum och familjen orkidéer. Inga underarter finns listade i Catalogue of Life.